# 山梨県立看護大学短期大学部
山梨県立看護大学短期大学部（やまなしけんりつかんごだいがくたんきだいがくぶ、英語: Yamanashi Junior College of Nursing）は、山梨県甲府市池田1-6-1に本部を置いていた日本の公立大学である。1995年に設置され、2008年に廃止された。大学の略称は看短。

## 概要

### 大学全体
- 山梨県甲府市に所在した日本の公立短期大学で、設置主体は山梨県
- 旧来の山梨県立高等看護学院を改組して、1995年に開学、1学科体制で入学定員150名[2]。
- 1998年度より、100名体制[3]。以後変更なし。
- 2005年度の入学生を最後に[注釈 1]、2008年に短期大学としての使命を終える[5]。

### 教育および研究
- 山梨県立看護大学短期大学部は、学名通り看護教育に特化した短大となっていた。山梨県立中央病院での臨床実習が取りいれられていた。

### 学風および特色
- 山梨県立看護大学短期大学部は短大として初めての卒業生が出た年より、四年制の山梨県立看護大学に付設された短期大学部として存続していた。
- ユニホームの色は、看護学部が純白であるのに対し[6]、短期大学部はブルーに白地のエプロンとなっていた[7]。

## 沿革
- 1953年
  - 4月 山梨県立高等看護学院が開校する[8][9]。
- 1955年
  - 4月 山梨県立高等看護学院に保健婦学科を設置する[注 2]。
- 1994年
  - 12月21日 左記を以て文部省[注 3]より短期大学の設置が認可される[11]。
- 1995年
  - 4月1日 山梨県立看護短期大学が以下の学科体制にて開学する。 
    - 看護学科 入学定員150名

  - 5月1日 学生数[12]/定員
    - 看護学科 147[注 4]/150
- 1998年
  - 4月1日 山梨県立看護大学短期大学部と改称され、入学定員150→100に減員[注 5]。
  - 5月1日 学生数[15]/定員
    - 看護学科 391[注 6]/400
- 1999年
  - 5月1日 学生数[16]/定員
    - 看護学科 347[注 7]/350
- 2005年
  - 4月1日 この年度をもって学生募集を終了[注釈 1]。
- 2008年
  - 7月31日 廃止の認可が下る[5]。

## 基礎データ

### 所在地
- 山梨県甲府市池田1-6-1

### 象徴
- 山梨県立看護大学短期大学部のカレッジマークはランプの炎を図案化し、向かって右側に看護の眼、左側に看護の手を表したものとなっていた[17]。

## 教育および研究

### 組織

#### 学科
- 看護学科 入学定員100名[注 8]

#### 専攻科
- なし

#### 別科
- なし

#### 取得資格について
- 看護師受験資格が得られるシステムとなっていた。

### 研究
- 『山梨県立看護短期大学紀要』[19]

## 学生生活

### 部活動・クラブ活動・サークル活動
- 山梨県立看護大学短期大学部で活動していたクラブ活動[20]
  - 体育系：弓道・卓球・水泳・スキー・アウトドア・バスケットボール・ソフトボール・バレーボールほか
  - 文化系：ボランティア・演劇・軽音楽・華道ほか

### 学園祭
- 山梨県立看護大学短期大学部の学園祭は「聖灯祭」と呼ばれていた[21]。

## 大学関係者と組織

### 大学関係者組織
- 山梨県立看護大学短期大学部の同窓会は「白樹会」と称する。

## 施設

### キャンパス
- 設備：当時、講義棟・実習棟・図書館などがあった。

## 対外関係

### 系列校
- 山梨県立女子短期大学

## 卒業後の進路について

### 就職について
- 専門職として病院や診療所などに勤務する人が大半となっていた。

### 編入学・進学実績
- 系列の山梨県立看護大学ほか旭川医科大学・山形大学・山梨医科大学・浜松医科大学・神戸市看護大学・日本赤十字看護大学などがある[22]。